# Università al-Qarawiyyin

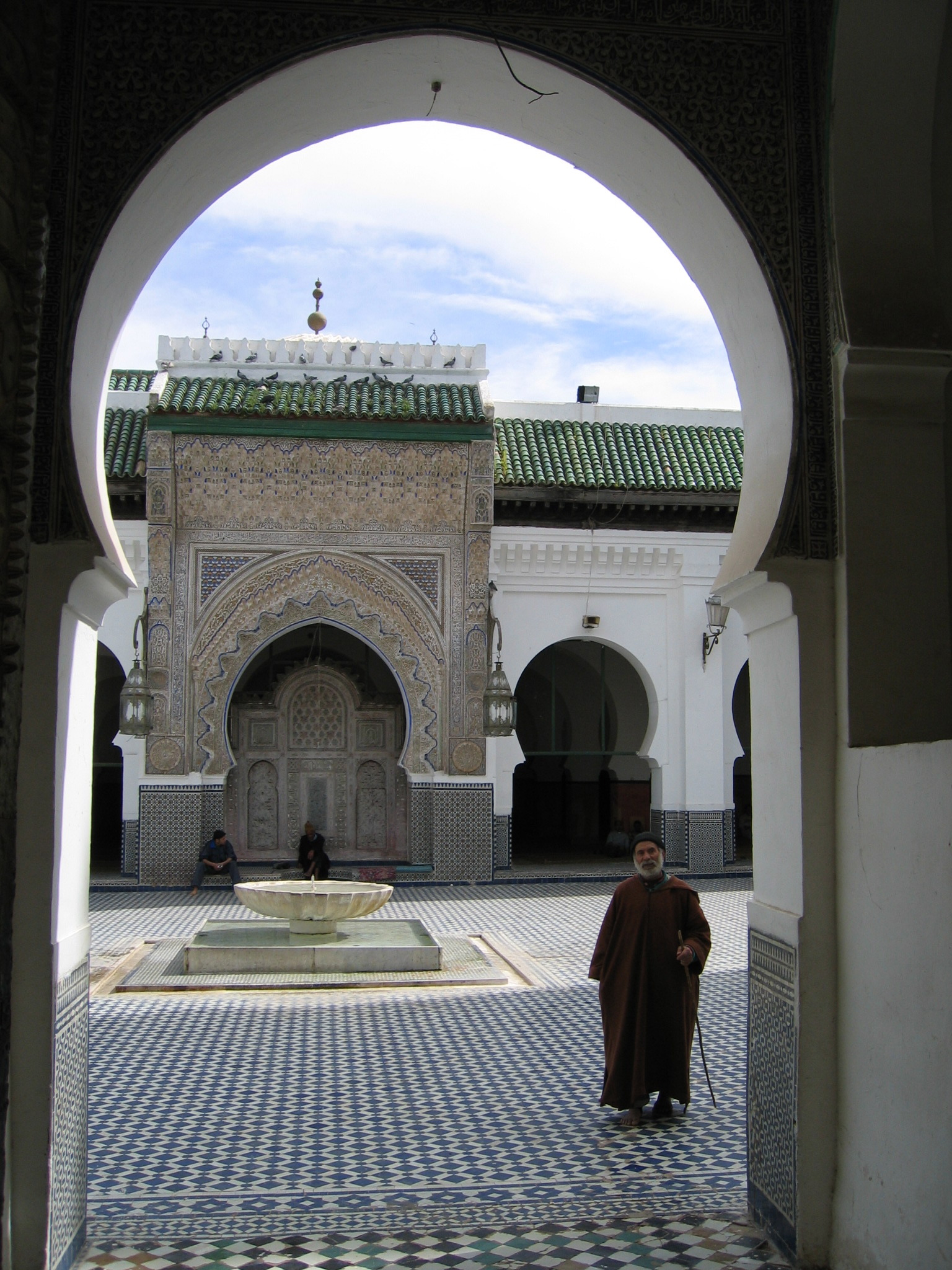
Interno della moschea ed università Al-Qarawiyyin.

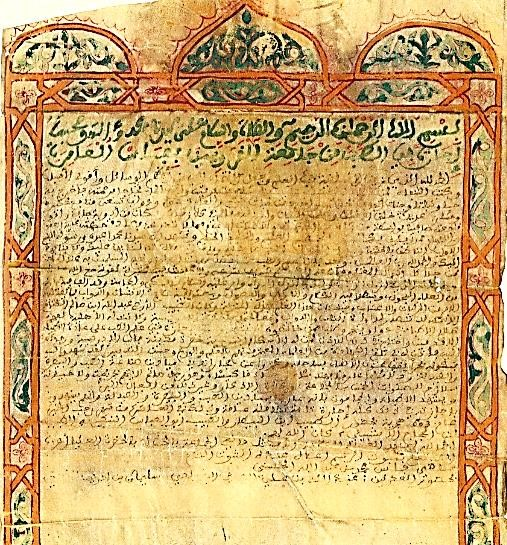
La più antica laurea in medicina documentata al mondo è stata conferita dall'Università al-Qarawiyyin di Fès, in Marocco. È stata assegnata al dottor Abdellah Ben Saleh Al Koutami nel 1207 d.C. (603 del calendario islamico) per la pratica sia della medicina umana che veterinaria.

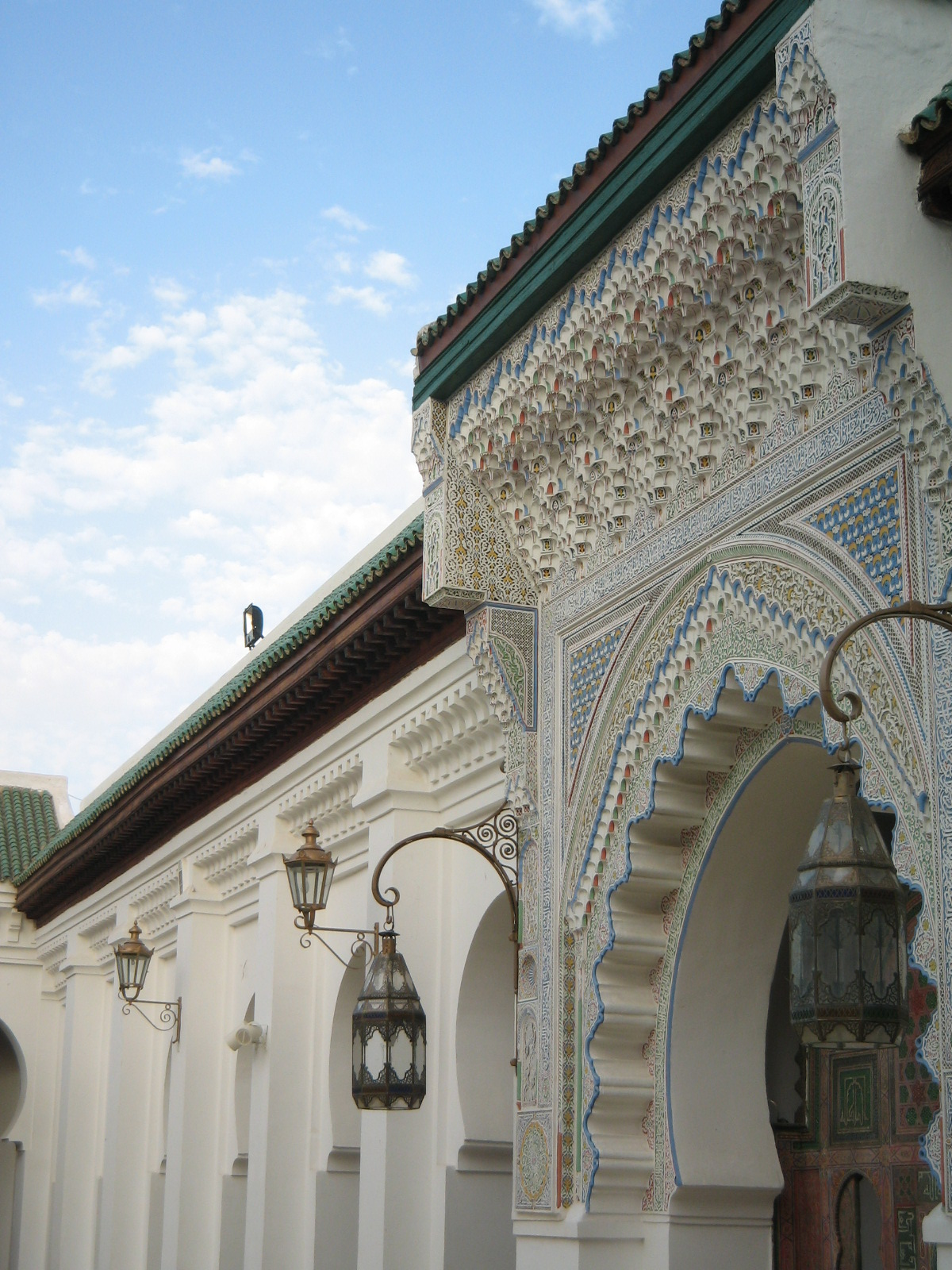
Ricami architettonici dell'università al-Qarawiyyin

L'Università al-Qarawiyyin, ossia "degli abitanti di Qayrawan", in traslitterazione francesizzata locale chiamata anche al-Karaouine (in arabo جامعة القرويين‎?, Jāmi‘at al-Qarawiyyīn) è un'università situata a Fès, in Marocco. Nel 859 Fatima Al-Fihriya fondò una moschea dalla quale nacque una madrasa che divenne uno dei principali centri spirituali ed educativi del mondo musulmano ed è considerata la “più antica istituzione di istruzione superiore in continua esistenza al mondo” dal Guinness dei primati. 
Alcuni storici e una serie di fonti, tra cui l'UNESCO, la considerano la più antica università del mondo, seguita in ordine cronologico dall'Università degli Studi di Parma (fondata nel 962), dall'Università di al-Azhar del Cairo, in Egitto (fondata nel 975), e dall'Università di Bologna (1088). Nel 1963, dopo l'indipendenza del Marocco, l'Università al-Qarawiyyin fu ufficialmente trasformata per decreto reale in un'università sotto la supervisione del Ministero dell'Istruzione, anche se al-Qarawiyyin aveva già rilasciato la prima laurea in medicina documentata nel 1207. Tuttavia, alcuni ritengono che l'università fosse un'istituzione che sia sviluppata in Europa e che le prime università fossero tutte situate in Europa occidentale.
Alla madrasa al-Qarawiyyīn si sono formati molti studenti che hanno successivamente fortemente influenzato la storia accademica e intellettuale del mondo musulmano. Tra questi vi sono Abu Abd Allah al-Sibti, Ibn Rashid al-Sibti (m. 1321), Ibn al-Hajj al-Fasi (n. 1336) e Leone l'Africano, ossia Ibn al-Wazzān, viaggiatore e scrittore rinomato. L'università al-Qarawiyyīn svolse un importante ruolo nelle relazioni culturali e accademiche tra il mondo islamico e l'Europa nel medioevo. Lo studente più famoso, non di religione islamica, è il filosofo e teologo ebreo Ibn Maymūn, meglio noto come Maimonide (1135-1204). 
Il cartografo Muhammad al-Idrisi (m. 1166), le cui mappe furono molto utili durante le esplorazioni europee nel Rinascimento e una rinomata carta del Mediterraneo fu disegnata per il re normanno di Sicilia Ruggero II. Al-Idrisi visse a Fès per qualche tempo e studiò ed insegnò in quel centro.
Altri studenti o insegnanti furono il filosofo, mistico e poeta Ibn Arabi (1165-1240), gli storici Ibn Khaldun (considerato un sociologo ante litteram delle società araba, berbera e persiana. È uno dei padri fondatori della storiografia della sociologia, ed è considerato uno dei primi economisti) (1332-1395), Lisān al-Dīn Ibn al-Khatīb, l'astronomo Nur al-Din al-Bitruji o al-Bitrūjī (noto in Occidente con il nome di Alpetragius), il filosofo Ibn Bajja (Avempace), il tradizionista e uomo di stato Ibn Marzūk.

## Storia
Al-Qarawiyyīn, come la moschea-università di al-Azhar al Cairo, traccia le proprie origini ad una moschea, fondata nell'859 da Fatima Al-Fihriya, figlia di un ricco mercante di nome Muhammad al-Fihri. La famiglia al-Fihri emigrò a Fès da Qayrawan, città dell'Ifriqiya, all'inizio del IX secolo, unendosi alla comunità di emigranti dalla stessa città che risiedeva nel distretto occidentale della città. Fatima e sua sorella Maryam, entrambe ben istruite, ereditarono una grossa somma di denaro dal padre. Fatima volle destinare il suo intero patrimonio alla costruzione di una moschea per la propria comunità di "Qayrawanesi" (al-Qarawiyyūn). Questa storia straordinaria è un tipico esempio che permette di far luce sul ruolo e il contributo delle donne, ampiamente sottostimato, nella civiltà islamica.
Oltre che come luogo di culto, la moschea divenne presto sede di istruzione religiosa e di discussione politica, estendendo gradualmente l'istruzione in un gran numero di materie, particolarmente le scienze naturali e la filosofia. Nel 1957, re Mohammed V introdusse matematica, fisica, chimica e lingue straniere.
La madrasa si guadagnò il patronato politicamente potente del sultano. Fu compilata una vasta selezione di manoscritti che furono conservati nella biblioteca fondata nel 1349 dal sultano merinide Abu Inan Faris. Tra i preziosi manoscritti conservati attualmente nella biblioteca ci sono i volumi della famosa al-Muwattaʾ di Malik ibn Anas, scritta su una pergamena di gazzella, la Sīrat al-nabawiyya (Vita del Profeta) di Ibn Ishaq, una copia del Corano data alla madrasa dal sultano Ahmad al-Mansur nel 1602 e la copia originale del libro di Ibn Khaldun Kitāb al-ʿibar, di cui la Muqaddima costituisce la nota Introduzione. Tra gli altri argomenti che vi venivano insegnati, oltre al Corano e alla Fiqh (giurisprudenza islamica), vi erano grammatica, retorica, logica, medicina, matematica, astronomia, chimica, storia, geografia e musica.
Nel 1947, l'Università al-Qarawiyyin fu integrata nel sistema educativo statale del Marocco, e negli anni '40 le donne furono ammesse per la prima volta a studiare presso questa istituzione. Successivamente, nel 1963, dopo l'indipendenza del Marocco, al-Qarawiyyin fu ufficialmente trasformata in un'università per decreto reale e posta sotto la supervisione del Ministero dell'Istruzione.

## La più antica laurea in medicina documentata al mondo
La prima laurea in medicina della storia, è stata conferita al Dottor Abdellah Ben Saleh Al Koutami nel 1207 d.C. (603 del calendario islamico) presso Università al-Qarawiyyin, a Fez, in Marocco. Questo titolo, chiamato "IJAZAH" in arabo, che significa "permesso", "autorizzazione" o "licenza" per praticare sia la medicina che la veterinaria.
In questo periodo, il Quaraouiyine concedeva ai suoi studenti anche la "Ijazah" (che significa "permesso", "autorizzazione" o "licenza"). Il professor Georges Makdisi ipotizza che questo documento fosse una sorta di qualifica o dottorato nel sistema educativo islamico medievale, e potrebbe persino essere all'origine della Licentia docendi (dottorato medievale europeo). Questa opinione è condivisa da molti altri ricercatori, tra cui il professor Alfred Guillaume. 
Questo evento storico è stato documentato e riconosciuto come il più antico titolo accademico di medicina esistente. L'Università di Al Quaraouiyine è considerata la più antica università ancora in funzione al mondo, secondo l'UNESCO e il Guinness World Records. La conferma di questa laurea segna un punto di svolta nella storia dell'istruzione medica e testimonia il precoce sviluppo della medicina e dell'istruzione nel mondo islamico medievale.

## Architettura della moschea
Le varie dinastie succedutasi ingrandirono la moschea-università al-Qarawiyyin finché divenne la più grande del Nordafrica, con una capienza di più di 20.000 fedeli. Paragonata alle grandi moschee di Esfahan o di Istanbul l'aspetto è austero. Le colonne e gli archi sono di colore bianco; i pavimenti sono coperti da stuoie di canne e non da lussuosi tappeti. Inoltre la foresta di archi, apparentemente senza fine, dà un senso di maestà infinita e intimo riserbo, mentre la semplicità del progetto esalta le nicchie finemente decorate, il pulpito e il cortile esterno con le sue superbe tegole, le decorazioni in gesso, gli intagli in legno e i dipinti.
L'aspetto attuale della moschea è il risultato di una lunga evoluzione avvenuta nell'arco di più di 1000 anni. Originariamente la moschea era lunga circa 30 metri con un cortile e quattro navate oblique. La prima espansione ebbe luogo nel 956, grazie al califfo omayyade di Cordova, Abd al-Rahman III, detto al-Nasir bi-llah. Il luogo della preghiera fu ingrandito e il minareto spostato, dando luogo ad una forma squadrata usata innumerevoli volte come modello nei minareti del Nordafrica. In questo periodo ebbe inizio la tradizione che le altre moschee di Fès chiamassero alla preghiera solo dopo aver sentito il richiamo della al-Qarawiyyin.
La ricostruzione più ampia ebbe luogo nel 1135 sotto il patronato del potente sultano almoravide Ali ibn Yusuf che ordinò l'estensione della moschea da 18 a 21 navate, portando la superficie della struttura a più di 3.000 m². Alcuni racconti suggeriscono che Ali Ibn Yusuf impiegò due architetti andalusi che progettarono anche la navata centrale della grande moschea di Tlemcen in Algeria nel 1136. In questo periodo la moschea acquisì il suo attuale aspetto cordovano, grazie agli archi a ferro di cavallo e alle cornici decorate con la bellissima e geometrica arte andalusa, bordata con la calligrafia cufica.
Nel XVI secolo, la dinastia Sa'diana restaurò la moschea, aggiungendovi due patii alle estremità nord e sud del cortile.